# Power Rangers Zeo: Battle Racers
Power Rangers Zeo: Battle Racers es un videojuego de carreras desarrollado por Natsume y publicado por Bandai America lanzado en 17 de septiembre de 1996 exclusivamente para Super Nintendo. El juego se basó en la generación Zeo de Power Rangers.

## Jugabilidad
En este título de carreras con gráficos Modo 7 los jugadores pueden elegir entre los seis Zeo Rangers (Rosa, Amarillo, Rojo, Azul, Verde, Dorado) o sus enemigos (King Mondo, Cog Soldier) para competir en un desafío de circuito cara a cara a lo largo de 16 pistas divididas por 5 pistas.
Cada piloto tiene diferentes niveles de atributos para Aceleración, Velocidad y Agarre, proporcionando una competencia más equilibrada. Además de varios obstáculos y energizadores de velocidad esparcidos por los cursos, los jugadores pueden atacar a los oponentes disparando Blasters (objetos especiales al estilo de Super Mario Kart) a sus adversarios; el límite es de 5 Blasters por carrera excepto por la cantidad infinita de Blasters de Cog Soldier.
Junto con los modos de juego de 1 jugador (Carrera, Contrarreloj y VS CPU), el juego también ofrece un juego de pantalla dividida para 2 jugadores a través de Carrera y 2P VS más 3 modalidades alternativas: Carrera de puntos, donde los jugadores deben competir sobre objetos para ganar puntos; Bumper Chase, con el objetivo principal de embestir al oponente fuera del campo; y Blaster Master, un combate a muerte basado en Life Energy (energía vital). 

## Recepción
The Feature Creature de GamePro criticó el juego, criticando el uso de pantalla dividida incluso en el modo de un solo jugador, y los controles rígidos. Obtuvo una puntuación de 2 sobre 5 en todas las categorías (gráficos, sonido, control y factor de diversión).